# 愛と野望の独眼竜 伊達政宗
『愛と野望の独眼竜　伊達政宗』（あいとやぼうのどくがんりゅう　だてまさむね）は、1995年1月1日にTBSで放映されたTBS大型時代劇スペシャルである。

## キャスト
- 梵天丸→伊達政宗：堂本剛→柴田恭兵
- 愛姫：古手川祐子
- 伊達輝宗：里見浩太朗
- 保春院：十朱幸代
- 片倉景綱：石立鉄男
- 伊達成実：西岡徳馬
- 竺丸→伊達小次郎：石野理央→橋爪淳
- 虎哉宗乙：長門裕之
- 遠藤基信：大出俊
- 喜多：姿晴香
- 大内定綱：内田直哉
- 白石宗実：有川博
- 最上義光：清水綋治
- 最上義康：小林健
- 畠山義継：勝部演之
- 芦名義広：睦五朗
- 淀殿：萬田久子
- 豊臣秀頼：長瀬智也
- 千姫：今村雅美
- 石田三成：西田健
- 加藤清正：伊吹剛
- 蒲生氏郷：久富惟晴
- 片桐且元：森章二
- 大野治長：誠直也
- 柳生宗矩：原田大二郎
- 徳川家康：山城新伍
- 豊臣秀吉：松方弘樹
- 武野功雄、小林すすむ、浦野眞彦、藤岡太郎、山内としお、野口貴史、牧冬吉、井上碧、芝本正　ほか

## スタッフ
- 監督 - 降旗康男
- 脚本 - 塙五郎
- 音楽 - 大島ミチル
- EDテーマ - スプラッシュ「SUNRISE」
- 技斗 - 上野隆三
- 現像・テレシネ - IMAGICA
- 製作 - 日下部五朗
- 企画 - 佐伯明
- プロデューサー - 深沢道尚、亀岡正人、小林由幸
- 製作 - TBS、東映

| TBS系 TBS大型時代劇スペシャル | TBS系 TBS大型時代劇スペシャル        | TBS系 TBS大型時代劇スペシャル |
| 前番組                        | 番組名                               | 次番組                        |
| ----------------------------- | ------------------------------------ | ----------------------------- |
| 大忠臣蔵 （1994年）           | 愛と野望の独眼竜 伊達政宗 （1995年） | 竜馬がゆく （1997年）         |